# Harewood Castle

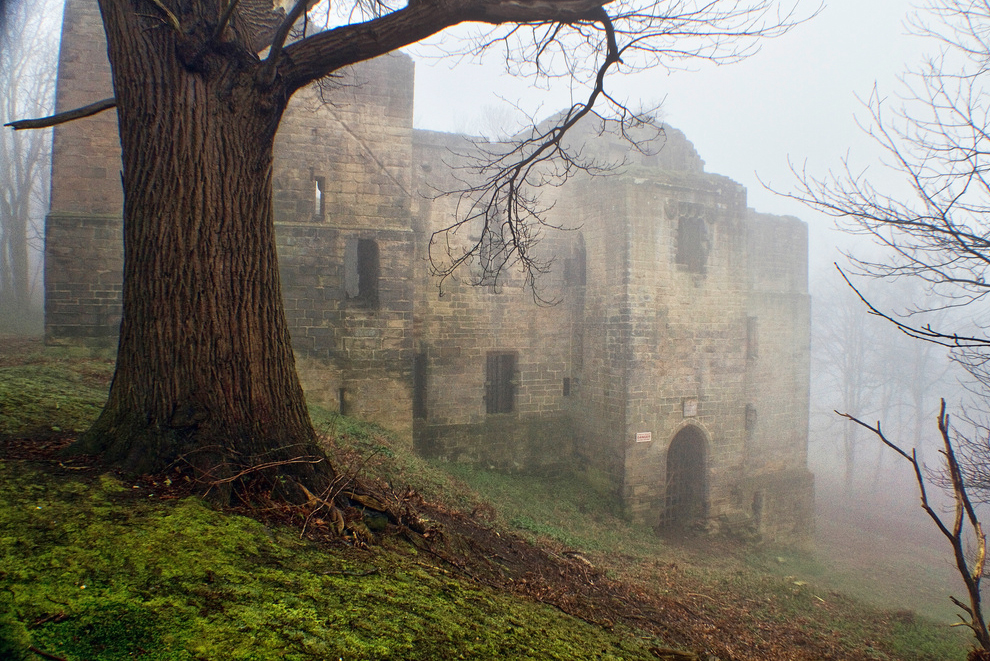
Harewood Castle von Nordosten an einem nebligen Morgen

Harewood Castle ist eine Burgruine auf dem Gelände von Harewood House bei Harewood, City of Leeds, in der englischen Verwaltungseinheit West Yorkshire. English Heritage hat sie als historisches Gebäude I. Grades gelistet.

## Geschichte
Im 12. Jahrhundert wurde auf dem Gelände ein traditionelles Hallenhaus errichtet. Sir William de Aldeburgh erhielt 1366 die königliche Erlaubnis, dieses Haus zu befestigen (engl.: „Licence to Crenellate“). Er ließ einen rechteckigen Wohnturm auf einem steilen Abhang errichten, wo er mehrere Kilometer weit sichtbar war. Der zweistöckige Hauptblock wird von vier Ecktürmen flankiert, einer davon ein einfacher Torturm. Die Kapelle liegt über dem Fallgatterraum. Der niedrigere Küchenflügel hat vier Stockwerke; im als Tonnengewölbe ausgebildeten Keller liegt der Brunnen.
Als De Aldeburghs einziger Sohn 1391 kinderlos starb, fiel die Burg an die Familien Ryther und Redmayne (oder Redman), in die dessen zwei Schwestern eingeheiratet hatten.
1574 zahlten James Ryther und sein Partner William Plompton die Familie Redman aus; Rythers finanzielle Situation muss sich in der Folge aber verschlechtert haben, da er 1595 in Londons Fleet-Gefängnis starb. Sein Sohn und seine beiden Töchter verkauften die Burg im Jahre 1600 an Sir William Wentworth aus Gawthorpe Hall, um die Schulden ihres Vaters zu bezahlen. Vermutlich aus diesem Grunde war Harewood Castle von da an kein Hauptfamiliensitz mehr.
Letztmals war die Burg in den 1630er-Jahren bewohnt, und 1656 wurde sie als „schöne Quelle für Bausteine und Bauholz“ zum Verkauf angeboten. Die Wentworths verkauften Harewood Castle und Gawthorpe Hall an Sir John Cutler, 1. Baronet, zu einem Zeitpunkt, als es bereits teilweise abgerissen war. Dennoch lebte Cutler dort bis zu seinem Lebensende. Nach Cutlers Tod 1693 fiel die Burg an seine einzige überlebende Tochter, Elizabeth, Countess of Radnor, und, nachdem sie kinderlos verstarb, an Cutlers Neffen, den unverheirateten Edmund Boulter, Parlamentsabgeordneter für Boston, aus Wimpole Hall. Nach dessen Tod fiel die Burg an dessen Neffen John Boulter aus Gawthorpe Hall und Westminster, der 1738 ledig starb. Seine Nachlassverwalter verkauften Harewood Castle an Henry Lescelles (1690–1753), dessen Sohn Edwin, der nachmalige Baron Harewood Harewood House bauen ließ.
Noch Jahrhunderte nach seiner Aufgabe als Wohnung war Harewood Castle eine Sehenswürdigkeit und Ende der 1790er-Jahre Vorlage für verschiedene Gemälde von William Turner.

## Heute
Ende des 20. Jahrhunderts forderten Verfall und Witterungseinflüsse ihren Tribut; die inzwischen einsturzgefährdete Burgruine wurde von English Heritage in das Heritage-at-Risk-Register aufgenommen. Um das Jahr 2000 wurde ein £ 1 Mio. schwerer Rettungsplan aufgelegt, der gemeinsam von English Heritage und dem Harewood Estate getragen wird. Ein Jahrzehnt später ging die Restaurierung ihrem Ende entgegen. Daran beteiligt waren Architekten, Geologen, Bauingenieure, Ökologen sowie Angestellte des Harewood Estate, der Historic Property Restoration Ltd und English Heritage. 2008 wurde die Burgruine wieder aus dem Heritage-at-Risk-Register gestrichen.